# Кос (село)
Вижте пояснителната страница за други значения на Кос.
Кос е село в Южна България. То се намира в община Момчилград, област Кърджали.

## География
Село Кос се намира в планински район.

## Население
Численост и дял на етническите групи според преброяването на населението през 2011 г.:
|                     | Численост | Дял (в %) |
| Общо                | 104       | 100,00    |
| Българи             | 0         | 0,00      |
| Турци               | 100       | 96,15     |
| Цигани              | 0         | 0,00      |
| Други               | 0         | 0,00      |
| Не се самоопределят | 0         | 0         |
| Неотговорили        | 2         | 1,92      |